# مامادو باري (منافس ألعاب قوى)
مامادو باري (بالفرنسية: Mamadou Barry)‏ هو منافس ألعاب قوى غيني، ولد في 19 ديسمبر 1991.

## وصلات خارجية
- مامادو باري على موقع الاتحاد الدولي لألعاب القوى (الإنجليزية)
- مامادو باري على موقع أوليمبيديا (الإنجليزية)